# Venczel Vera
Venczel Vera (Budapest, 1946. március 10. – Budapest, 2021. október 22.) Jászai Mari-díjas és Arany Nimfa-díjas magyar színésznő, érdemes és kiváló művész, a Halhatatlanok Társulatának örökös tagja.
Mai környezetben mint fiatal, lelkes ügyvédnő (Tanulmány a nőkről), kosztümös szerepben a mentora, Várkonyi Zoltán rendezésében filmre vitt Kárpáthy Zoltán Szentirmay Katinkájaként, illetve az Egy szerelem három éjszakája című, Révész György-rendezte filmalkotás Júliájaként szerepelt.
Az Egri csillagok című produkció női főszerepét: Cecey Évát ő kapta meg Várkonyi Zoltántól. Az Isten hozta őrnagy úr! című, Örkény István Tóték című drámája alapján készült Fábri Zoltán-film Ágikáját is ő játszotta.
Szerepet vállalt az Egy óra múlva itt vagyok című televíziós kalandfilmsorozatban. Zsurzs Éva rendező A fekete város című tévéfilmsorozatban Otrokóczy Rozália szerepét osztotta rá. A Pillangó című tévéfilmben Hitves Zsuzsikát alakította. Ez az alakítása a nemzetközi figyelmet is ráirányította.
Szinkronszerepet kapott Franco Zeffirelli Rómeó és Júlia című Shakespeare-adaptációjának Júliájaként, de Vivien Leigh-nek, Geraldine Chaplinnek és Audrey Hepburnnek is kölcsönözhette a hangját.
Karrierje azt követően tört meg, hogy a naivaszerepeket maga mögött kellett hagynia.

## Életpályája

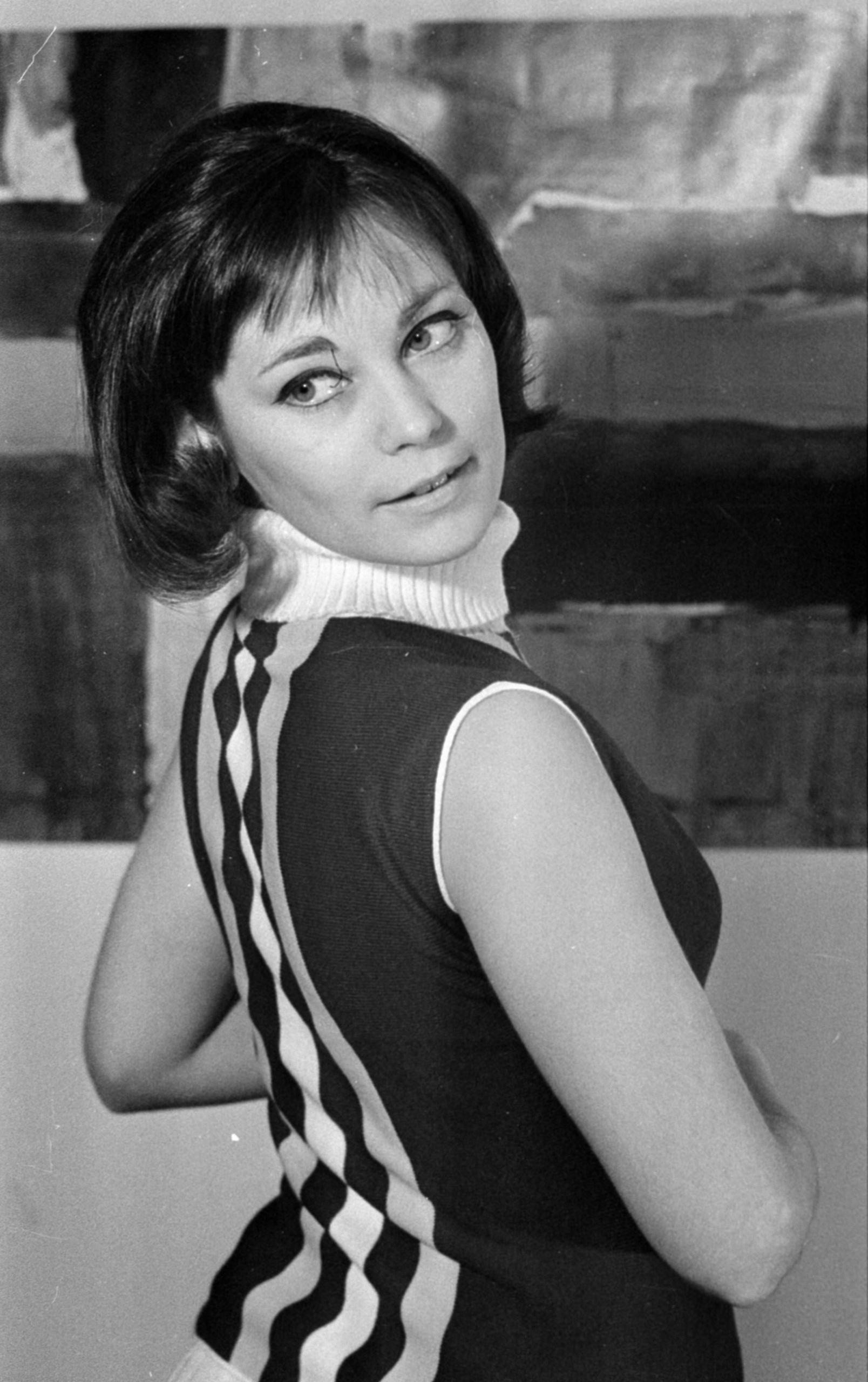
1962-ben (Bojár Sándor felvétele)

Gyermekkora óta tudatosan készült a színészi pályára.
Erről így mesélt Juhász Dósa János újságírónak: „A papám annak idején nagyon szeretett volna színész lenni; később is imádott verseket mondani, s valószínűleg észrevette, hogy én is már pici koromban imádtam a verseket”. A gimnáziumi évekről így vall: „beiratkoztam egy önképzőkörbe, amit akkor Heller Ágnes tartott, de színjátszó szakkörbe akkor még nem jelentkeztem. Az önképzőkörben viszont elég gyorsan kiderült, hogy van hozzá affinitásom. A gimnáziumi ünnepségeket egy csodálatos tanárnő, Lídia néni vezette, aki már tudatosan keresett nekem való feladatokat”.
A középiskolai szakkörök mellett a neves színművésznő, Makay Margit nemcsak szakmai tudást, hanem a színház szeretetét is átadva tanította, fejlesztette képességeit. „Valójában ő indított el a pályán, ő volt, aki először hitt bennem, akinél az alapokat megtanultam, akinek a személyisége döntően befolyásolt, nemcsak színésznőként, hanem az egész életben”.
Gimnazistaként játszott első két filmjében: Máriássy Félix Karambol (1963), és Esztergályos Károly Egy csónak visszafordul (1963) című alkotásában.
A Színház- és Filmművészeti Főiskolában Pártos Géza lett az osztályfőnöke. Pártos a Madách Színház rendezője volt, tanítványait szívesen látta volna saját anyaszínházában. Azonban Várkonyi Zoltán, akinek Venczel Vera alighanem már a főiskolai felvételin feltűnt, másodév végén szerepet adott neki a Vígszínházban. Először csak egy kisebb szerepet bízott rá: Heltai Jenő: A néma levente című vígjátékának komornáját (1966), de mivel ebben bizonyított, Weingarten: A nyár (1967) című darabjában már főszerepet kapott, ami meghozta számára a kiugrást.
A kritika rendkívül ígéretes tehetségnek tartotta. Molnár Gál Péter, a Kádár-korszak meghatározó színikritikusa egyenesen azt írta róla, hogy "szépségét kétségkívül a tehetsége fényesítette ki ünnepire", ugyanakkor már ekkor megjósolta, hogy az ún. csitri-színésznőnek a pályája későbbi szakaszában nem biztos, hogy jut majd elegendő lehetőség.
A Vígszínházban és a filmekben sokat tanulhatott az akkori színészektől. „Együtt dolgozhattam a kor szinte minden jelentős magyar rendezőjével Makktól-Fábriig, Várkonyitól-Keleti Mártonig, együtt játszhattam olyan kolosszális művészekkel, mint Kiss Manyi, Pécsi Sándor, Latinovits.” A főiskola harmadik-negyedik évében már rendszeresen föllépett a Vígszínházban, forgatott a filmgyárban, és egymás után kapta a szerepeket a televízióban.
A mozi tette országosan ismertté olyan filmekkel, mint a Kárpáthy Zoltán (1966), az Egy szerelem három éjszakája (1967), a Tanulmány a nőkről (1967), az Egri csillagok (1968) és a protekció bírálatával vígjátéki formában némi óvatos társadalomkritikát megfogalmazó Csak egy telefon (1970). Ez utóbbi filmben Venczel Vera dalra is fakad.
A színészdiplomát 1968-ban vette át. A színházban és a filmekben nyújtott alakításainak köszönhetően Várkonyi azonnal leszerződtette a Vígszínházhoz.
Kezdetben naivaszerepek egész sorát osztották rá a rendezők. Ödön von Horváth: Mesél a bécsi erdő című színművében a jóravaló, engedelmes lányból sztriptíztáncosnővé váló Mariannt személyesítette meg. Csehov: Ványa bácsi című darabjában Koltai Tamás, a neves kritikus szerint "Venczel Vera, ha nem is pontosan Szonya-alkat, és természetes bája-üdesége enyhíti a drámát, amely ennek a csúnya kis teremtésnek örökre reménytelen sorsát már most meghatározza, hiánytalanul oldja meg feladatát".
Tersánszky: Viszontlátásra, drága! című darabjában az I. világháború poklában elzüllő Nela árnyalatosan összetett, nehéz szerepét takarékosságában gazdag eszközökkel vitte végig. Garcia Lorca: Bernarda Alba háza című tragédiájában pedig az ősi tradíciók ellen lázadó Adélaként a kritika szerint "fizikai adottságait messze felülmúló belső szenvedéllyel égett el a színpadon", s őszintesége, eszközeinek tisztasága átsegítette a legnehezebb drámai jeleneteken is.

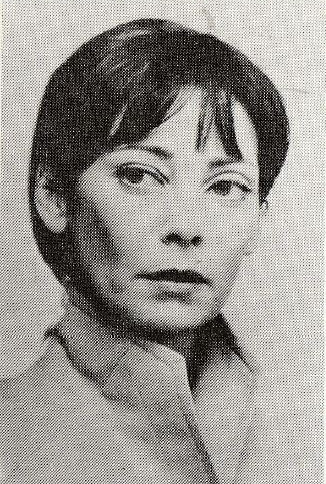
Az 1990-ben megjelent Csodák között élünk – Művészek vallomásai Istenről, hitről, önmagukról című könyvben, Koós Gyula felvételén

1974-ben színpadi alakításai egyik legjobbját nyújtotta Makszim Gorkij a Barbárok című drámájának Annájaként. Itt egy megunt, meggyötört feleséget elevenített meg.
Ebben az időszakban, 1975-ben kapta pályájának első állami kitüntetését, a fiatal, kiemelkedően teljesítő színművészeknek járó Jászai Mari-díjat.
1970 és 1980 között egyetlen mozifilmben sem, viszont 36 televíziós alkotásban kapott többnyire főszerepet.
A Pillangó című Móricz-tévéadaptáció női főszerepének, Hitves Zsuzsikának megformálásáért Monte-Carlóban átvehette az Arany Nimfa-díjat. Maga Vittorio de Sica illette dicsérő szavakkal az alakítását.
Nagy népszerűséget hozó szerepe volt A fekete város című tévéfilmsorozat Otrokóczy Rozáliája. (Évekig Rozalicskázták mindenfele, ahol megfordult.)
Az Ida regénye című Gárdonyi Géza-regény televíziós feldolgozásában a címszerepet játszhatta el Oszter Sándor oldalán.
Pap Károly: Szent színpad című darabjának Júliájaként pedig az általa előadott híres méregmonológgal olyan neves pályatársak osztatlan elismerését vívta ki, mint Gábor Miklós és Vass Éva.
1984-ben új oldalát mutathatta meg Goethe: Torquato Tasso című darabjának ugyan még bájos, de kissé már hervadásnak indult, beteges, gyenge Leonora hercegnőjének szerepében.
Ibsen Nóráját is a televízióban volt módja megformálni korábbi férje, Esztergályos Károly rendezésében. Partnerei voltak: Balázsovits Lajos és Gálffi László. Tamás István Új Tükörben megjelent kritikája szerint „Venczel Vera megrázóan mutatta be a babaotthont felrobbantó Nóra drámáját”.
Rádiós szerepei kapcsán Zolnay Vilmos így írt az Effi Briest rádióhangjátékról: „Effi – Venczel Vera – harmadik részbeli monológjának felvételén jelen voltam, s nem tudom, kiért akart jobban megszakadni a szívem, Effiért-e vagy magáért a színésznőért, aki holtfáradtan, éjfél volt már, színpadról jött – bár a rendező az első felvételt is elfogadta – még egyszer, önként kínpadra vonta magát, hogy tökéletesebb legyen, mi is? … Effi (és az ő) szenvedése. Nemcsak Venczel Vera, mi is nehezen tértünk magunkhoz a jelenet után.” Egy másik hangjátékban (Mándy Iván: Játék a téren) nyújtott alakításáért megkapta 1977-ben a Kritikusok díját.
Amalfi hercegnő címszerepét is ő játszotta el az 1977-ben készült rádiójátékban, csakúgy mint a Fekete gyémántok Eviláját és a Quo Vadis Lygiáját. Az Elveszett illúziók című Balzac-regényből készült rádióadaptációban Coralie-t Bozó László főrendező, míg Dosztojevszkij: Bűn és bűnhődésének Szonyáját Cserés Miklós főrendező irányítása alatt játszhatta el.
Amikor életében eljött volna a szerepkörváltás szükségessége, és a nagy színházi szerepek már kevésbé találták meg a Vígszínházban, más színházak felkéréseit fogadta el vendégjátékra. Így több olyan darabban játszhatott, melyek akkor nem illettek a Vígszínház profiljába. García Lorca: Csodálatos vargáné, Sarkadi: Oszlopos Simeon, Márai: Kaland, Kyle: Zúzódás, Claudel: Angyali üdvözlet, valamint a Budaörsi Passió olyan színházi előadások voltak, melyek gazdagabbá tették színészi eszköztárát, illetőleg művészi pályáját.
A Vígszínháznak élete végéig tagja maradt. (Esterházy Péter: Búcsúszimfónia (1996), Brecht: A kaukázusi krétakör (2003), Maeterlinck: A kék madár, Mayenburg: Haarmann (2006). Játékosságát, a komikai vénáját is megmutathatta estéről estére a Sógornőkben és a Monokliban.
A film is újra felfedezte, többévi szünet után ismét látható volt a hazai mozikban – igaz, csak statisztaszerepben. (Szabó István: Rokonok, Bacsó Péter: De kik azok a Lumnitzer nővérek?)
Kései pályájának egy pontján Szepes Mária: A vörös oroszlán című misztikus regényének monodráma-változatában léphetett színpadra. (A 2007-ben elhunyt írónőhöz kölcsönös tisztelet és mély barátság fűzte.)
A rádiójáték műfajában is új lehetőségekhez jutott. Szobotka Tibor: Megbízható úriember című regényének feldolgozásában Miss Higgins szerepét osztották rá.
A Barátok közt című szappanoperában elvállalta egy Alzheimer-kóros nagymama, Gitta néni szerepét. A felkérésre azért mondott igent, mert komoly színészi kihívásnak tartotta a szellemi leépülés hiteles megjelenítését, illetőleg izgatta az is, hogyan alakul az e betegségben szenvedő, előbb-utóbb óhatatlanul is kiszolgáltatott helyzetbe kerülő emberek sorsa.
2015 decemberében egy előadás alatt baleset érte, csípőcsont-törést szenvedett. Felépülése 9 hónapig tartott. Utoljára a Pesti Színházban a 2018. március 2-án bemutatott A félkegyelmű című előadásban lépett színpadra, majd egy elhúzódó betegség miatt lemondta szerepeit. Később férje betegsége gátolta meg abban, hogy visszatérjen a színpadra. Élete utolsó szakaszában súlyos tüdőbetegségben (legionáriusbetegség) szenvedett.
2021. október 22-én pesthidegkúti otthonában, szerettei körében hunyt el.

## Személyisége
Kovács István számára – akivel mind a Kárpáthy Zoltán, mind pedig az Egri csillagok című filmekben szerelmespárt alakítottak – Venczel Vera igen sokat jelentett. „Fantasztikus ember volt, egy aggódó, kedves, csupaszív teremtés, aki mindenkivel nyitott és barátságos volt. A halál megszépíti az emlékeket, de Veráról soha semmi rosszat nem lehetne mondani, mivel valóban egy csodás ember volt."
Másik pályatársa, Lukács Sándor pedig Csokonai Vitéz Mihály híres verssorát megfordítva így jellemezte: "Venczel Vera egy égiekkel játszó, földi tünemény volt." Lukács Sándor azt is kiemelte, hogy utolsó nagy szerepében: a Vörös oroszlánban is megőrizte drámai erejét, katarzisteremtő képességét.
„Mintha csak azért született volna, hogy általa életre keljenek a csodálatos Gárdonyi-, Mikszáth-, Móricz- és Jókai-hősnők, az írói képzelet szivárványfátylából szőtt idealizált nőalakok, amilyenek a valóságban nincsenek is talán, vagy olyan ritkán születnek meg. Törékeny, filigrán, légies tünemény. Minden évszázadban ilyen csoda csak egyszer születik!” – emlékezett rá vissza ezekkel a szavakkal Felvidéki Judit tévéfilmrendező, akinek több filmjében is szerepelt.

## Pilinszky Jánossal ápolt barátsága
A legendás barátságról Venczel Vera így nyilatkozott egy interjújában: A nyár című darabban látott először, ez lett volna a Pesti Színház első bemutatója, de érthetetlennek találták, így csak a második lett. Előadás után beültünk az Anna presszóba. Sokszor megnézte még, nagyon szerette. Rengeteget kaptam tőle, sok emberre, művészre, műre hívta fel a figyelmemet. Sok írását elsőként olvashattam."
Egy másik interjúban Venczel Vera azt is elmondja, hogy Pilinszky az otthonába is meghívta, sokat beszélgettek, közben zenét hallgattak. "Egyik nagy ajándéka az életemnek, amikor eljött a Gyerekszínházba megnézni testvérével a Twist Olivért. Kerényi Imre rendezte,  Ötvös Péter a zenéjét szerezte. Erről az előadásról egy nagyon szép, emlékezetes írást küldött az Új Emberbe."
Venczel Vera Pilinszkyhez írott levelei megőrződtek a költő hagyatékában.

## Fontosabb színházi szerepei
- Weingarten: A nyár... Lorette - ez volt a nagy színházi kiugrása
- William Shakespeare: Romeo és Júlia... Júlia
- William Shakespeare: II. Richárd... A királyné
- William Shakespeare: Tévedések vígjátéka... Emília
- William Shakespeare: Minden jó, ha vége jó...  Diana; Firenzei özvegyasszony
- Johann Wolfgang von Goethe: Tasso... Leonora d'Este hercegnő
- Johann Wolfgang von Goethe: Faust... Heléna
- Szophoklész: Antigoné... Antigoné
- John Milton: Elveszett paradicsom... Éva
- Anton Pavlovics Csehov: Ványa bácsi... Szonya
- Anton Pavlovics Csehov: Platonov... Grekova
- Makszim Gorkij: Éjjeli menedékhely... Anna
- Makszim Gorkij: Barbárok... Anna
- Fjodor Mihajlovics Dosztojevszkij: Szegény emberek... Varvara
- Jevgenyij Lvovics Svarc: Hókirálynő... Gerda
- Valentyin Petrovics Katajev: A kör négyszögesítése... Tánya
- Federico García Lorca: Bernarda Alba háza... Adéla
- Federico García Lorca: A csodálatos vargáné... Vargáné
- Gabriel García Márquez: Száz év magány... Visitación
- Charles Dickens: Twist Olivér... Twist Olivér
- Henrik Ibsen: Peer Gynt... Aase
- Luigi Pirandello: IV. Henrik... Frida
- August Strindberg: Júlia kisasszony... Krisztin
- August Strindberg: Haláltánc... Judit
- Bertolt Brecht: A kaukázusi krétakör... Arkadi Cseidze
- Bertolt Brecht: A szecsuáni jólélek... Mi Csü, háztulajdonosnő
- Arthur Miller: Pillantás a hídról... Beatrice
- Tennessee Williams: Nyár és füst... Nellie Ewell
- T. S. Eliot: Gyilkosság a katedrálisban... Canterbyri asszony
- Jane Austen: Büszkeség és balitélet... Lady Catherine de Bourgh, Darcy nagynénje
- Maurice Maeterlinck: A kék madár... Mitil
- Grimm fivérek: Csipkerózsika... Hermina, tündér
- Georges Feydeau: Egy hölgy a maximból... Clémentine
- Frank Wedekind: A tavasz ébredése... Gáborné, Fanny
- Joseph Kesselring: Arzén és levendula... Elaine
- Michael Frayn: Ugyanaz hátulról... Poppy
- Simon Gray: Kicsengetés... Anita Manchip
- John Millington Synge: A szentek kútja... Mary Doul
- Michel Tremblay: Sógornők... Des-Neiges Verrette
- Alan Jay Lerner: My Fair Lady... Mrs. Higgins
- Barry Kyle: Zúzódás... Sylvia 3
- Arthur Koestler – Sidney Kingsley: Sötétség délben... Arlova
- Sólem Aléchem – Joseph Stein – Jerry Bock: Hegedűs a háztetőn... Sandel, Mótel anyja
- Vörösmarty Mihály: Csongor és Tünde... Éj
- Móra Ferenc: Aranykoporsó... Titanilla
- Heltai Jenő: A néma levente... Carlotta
- Weöres Sándor: Holdbéli csónakos... Pávaszem
- Déry Tibor: Tükör... Malka
- Tersánszky Józsi Jenő: Viszontlátásra, drága... Nela
- Márai Sándor: A kassai polgárok... Ágnes
- Sarkadi Imre: Oszlopos Simeon... Zsuzsi
- Örkény István: Macskajáték... Ilus
- Eörsi István: Hordók... Anna
- Szabó Magda: Mondják meg Zsófikának... Zsófi
- Csurka István: Házmestersirató... Felleg Anna
- Gyurkovics Tibor: Nagyvizit... Klári
- Ödön von Horváth: Mesél a bécsi erdő... Marianne; Helén
- Esterházy Péter: Búcsúszimfónia... meny
- Esterházy Péter: Rubens és a nemeuklideszi asszonyok... Angyal
- Spiró György: Dobardan... Tanítónő
- Spiró György: Ahogy tesszük... Nő
- Szigethy András: Kegyelem... Mariska Borbála
- Parti Nagy Lajos: Ibusár... Anyuska; Jolán anyja; Klotild főhercegnő; Amália gyámnéja
- Bereményi Géza – Kern András – Marton László – Radnóti Zsuzsa – Presser Gábor – Adamis Anna: Harmincéves vagyok... szereplő
- Békés Pál: Össztánc... szereplő
- Passió... Mária
- Ramajana... Szitá

## Filmjei

### Mozifilmek
- Karambol (1963)
- Nem szoktam hazudni (1966)
- Kárpáthy Zoltán (1966)
- Egy szerelem három éjszakája (1967)
- Bohóc a falon (1967)
- Tanulmány a nőkről (1967)
- Kötelék (1967)
- Egri csillagok I-II. (1968)
- Isten hozta, őrnagy úr! (1969)
- Utazás a koponyám körül (1970)
- Csak egy telefon (1970)
- Fábián Bálint találkozása Istennel (1980)
- Csicserin – A népbiztos (1985) - szovjet filmdráma
- Küldetés Evianba (1988)
- Jó estét, Wallenberg úr! (1990)
- Lidérces évek (1990)
- A turné (1993)
- A játékos /The Gambler/ (1997) - brit-holland-magyar koprodukció
- A mi autónk (2001)
- Kanyaron túl (2001)
- Sértett (2005)
- Rokonok (2006)
- De kik azok a Lumnitzer nővérek? (2006)
- Tabló (2008)

### Tévéfilmek
- Egy csónak visszafordul (1963)
- Muzsikus Péter kalandjai (1966)
- Kérdések a szerelemről (1967)
- Három találkozás (1968)
- Az ajtó (1969)
- Voronyezs (1969)
- Egy önérzet története (1969)
- A régi nyár (1970)
- Pillangó (1970)
- Tündérlaki lányok (1970)
- Nyitott könyv – Mi van Verával? (1970)
- Áradat (1971)
- A fekete város 1-7. (1971)
- Minden kilométerkőnél (1971) – Bolgár filmsorozat
- Egy óra múlva itt vagyok… (1971-1974)
- A tűz balladája (1972)
- A város arca (1972)
- Az ön számlájára ment (1972)
- Lauterburg városparancsnoka (1973)
- Veszélyes övezet (1973)
- Irgalom 1-6. (1973)
- Szeptember végén (1973)
- Találkoztam valakivel (1973)
- Átmenő forgalom (1974)
- Veszélyes forduló (1974)
- Kaputt (1974)
- Szörnyeteg (1974)
- Ida regénye (1974)
- A méla Tempefői (1975)
- Svédcsavar (1975)
- Az orchideák bolygója (1976)
- Néró, a véres költő (1977)
- Ady novellák (1977)
- Az igazmondó – Emlékműsor Muharay Elemérről (1977)
- Nyitott könyv – Lány az uszodából (1977)
- Nyitott könyv – Sári-gyöp (1978)
- A képmutatás szépségei (1978)
- Nyitott könyv – A százegyedik történet (1978)
- Vakáció a halott utcában (1978)
- Teréz (1978)
- Az aula (1978)
- Családi kör (1979)
- Szent színpad (1980)
- Tessék engem elrabolni (1980)
- Csere (1981)
- Védtelen utazók (1981)
- A szerencsétlen flótás (1981)
- Glória (1982)
- Kortársunk: Jókai Anna (1982)
- Festett egek (1982)
- Soror Dolorosa (1982)
- Fehér rozsda (1982)
- A fekete császár (1982)
- Liszt Ferenc 1-16. (1982)
- A sárkány menyegzője (1983)
- Hetedik év (1983)
- In memoriam Ö.I. (1983)
- Holnap kupaszerda (1984)
- Tériszony (1984)
- Egy óra Nemes Nagy Ágnessel (1984)
- Torquato Tasso (1984)
- Rapszódia egy őszi kertben (1985)
- Egy lócsiszár virágvasárnapja (1985)
- Nóra (1985)
- Csak a testvérem (1986)
- A magyar puszta (1986) – Narrátor (hang)
- Fekete császár (1986)
- Egy gazdag hölgy szeszélye (1986)
- Hajnali párbeszéd (1987)
- Az öreg tekintetes (1987)
- Budapesti mesék (1987)
- A veszedelem (1989)
- Freytág testvérek (1989)
- Levelek a zárdából (1989)
- Cikász és a hallópálmák (1990)
- Édes Anna (1990)
- Szonatina egy páváért (1990)
- Jónás könyve (1992)
- István király (1992)
- Julianus barát 1-3. (1992)
- A gránitszirtek szigetén (1992) – Narrátor (hang)
- Családi kör – Krémes zabáló (1994)
- Perbe fogott szavak (1995)
- Márta meséi (2003) – Nagyi (hang)
- Barátok közt (2005, 2007, 2008)

## Hangjátékok
- Lope de Vega: A hős falu (1971)
- Alfred Döblin: Berlin-Alexanderplatz (1973)
- Karinthy Frigyes: Hannibál és társai (1974)
- Elena Cepceková: Vadszegfű a domboldalon (1975)
- Albert Zsuzsa: „Kék, tavaszi fátyol” (1976)
- Az ember hivattatása – misztérium (1976)
- Kolozsvári Grandpierre Emil: Négy-öt magyar összehajol (1976)
- Raszkolnyikov - Jelenetek Dosztojevszkij Bűn és bűnhődés című regényéből (1976)
- Eötvös József: Éljen az egyenlőség! (1977)
- Jókai Mór: Fekete gyémántok (1977) Evila
- Gárdonyi Géza: A láthatatlan ember (1977)
- Lengyel Balázs: A szebeni fiúk (1977)
- Leonov, Leonyid: Jevgenyija Ivanovna (1977)
- Mándy Iván: Játék a téren (1977)
- Fontane, Theodor: Effi Briest (1979)
- Ryum, Ulla: A félbeszakadt előadás (1979)
- Szabó Magda: Születésnap (1980)
- Josef és Carel Capek: Rovarok (1981)
- Csetényi Anikó: A sátor (1983)
- Hamupipőke (1983) – mostohanővér
- Vercors: Mesék borogatás közben (1983)
- Wallace, Edgar: Fecsegő felügyelő esetei (1984)
- Remenyik Zsigmond: Kard és kocka (1985)
- Kapecz zsuzsa: Az álmok köntöse (1990)
- Szepes Mária: Lázadó szerepek (1990)
- Kaffka Margit: Marie a kis hajó (1992)
- Páskándi Géza: A szalmabábuk lázadása (1999) Eszter
- Molnár Ferenc: A kékszemű (2007)
- Szobotka Tibor: Megbízható úriember (2012)
- Örkény István: Rózsakiállítás (2014)

## Szinkronszerepei
- Amerikai tragédia (An American Tragedy) [1931] – Roberta 'Bert' Alden (Sylvia Sidney)
- Lady Hamilton (That Hamilton Woman) [1941] – Emma Lady Hamilton (Vivien Leigh)
- Hallgatni arany (Le Silence est d'or) [1947] – Lucette (Dany Robin)
- Biciklitolvajok (Ladri di biciclette) [1948] – Lucette (Dany Robin)
- A nagy óra (The Big Clock) [1948] – Georgette Stroud (Maureen O'Sullivan)
- Aszfaltdzsungel (The Asphalt Jungle) [1950] – Maria Ciavelli (Teresa Celli)
- Cyrano de Bergerac [1950] – cukrászleány (Elena Verdugo)
- Göröngyös légi utak (No Highway) [1951] – Marjorie Corder (Glynis Johns)
- Hűtlen asszonyok (Le infedeli) [1953] – Cesarina (Anna Maria Ferrero)
- A barátnők (Le amiche) [1955]
- Légből kapott zenekar (Hudba z Marsu) [1953] – Hana Jelínková (Alena Vránová)
- Bűn és bűnhődés (Crime et châtiment) [1956] – Nicole Brunel (Ulla Jacobsson)
- Különös hajótöröttek (The Admirable Crichton) [1957]
- Szépek, de szegények (Belle ma povere) [1957] – Marisa (Lorella De Luca)
- A fekete Orfeusz (Orfeu Negro) [1959] – Eurydice (Marpessa Dawn)
- Gyilkosság, mondta a hölgy (Murder She Said) [1961] – Emma (Muriel Pavlow)
- Nem kell kopogni (Don't Bother to Knock) [1961] – Stella (June Thorburn)
- A szövetséges (Il federale) [1961]
- Hóanyó (Frau Holle) [1963] – Arany Mari (Karin Ugowski)
- Kékszakáll (Landru) [1963]
- Vízkereszt, vagy amit akartok (Was Ihr wollt) [1963] – Viola / Sebastian (Ingrid Anderson)
- Egy krumpli, két krumpli (One Potato, Two Potato) [1964] – Julie Cullen Richards (Barbara Barrie)
- A halál ötven órája (Battle of the Bulge) [1965] – Louise (Pier Angeli)
- Különös szívesség (A Very Special Favor) [1965] – Lauren Boullard (Leslie Caron)
- A légió (Popioly) [1965] – Helena de With (Pola Raksa)
- Nem félünk a farkastól (Who's Afraid of Virginia Woolf?) [1966] – Honey (Sandy Dennis)
- Válás amerikai módra (Divorce American Style) [1967] – Nancy Downes (Jean Simmons)
- Várj, míg sötét lesz (Wait Until Dark) [1967] – Susy Hendrix (Audrey Hepburn)
- Vér folyt a Blandings kastélyban (Blut floss auf Blendings Castle) [1967] – Jane (Sabine Eggerth)
- Rómeó és Júlia (Romeo and Juliet) [1968] – Júlia (Olivia Hussey)
- Bruno, a vasárnapi gyerek (Bruno, l'enfant du dimanche) [1969]
- Bűntény a Via Venetón (Un detective) [1969] – Emmanuelle (Susanna Martinková)
- Ványa bácsi (Dyadya Vanya) [1971] – Szofia Alekszandrovna Szerebrjakova (Irina Kupchenko)
- A három testőr, avagy a királyné gyémántjai (The Three Musketeers) [1973] – Ausztriai Anna (Geraldine Chaplin)
- Lina esküvője (Jentespranget) [1973]
- Joachim, dobd a gépbe! (Jáchyme, hod ho do stroje!) [1974] – Blanka (Marta Vancurová)
- A négy testőr, avagy a Milady bosszúja (The Four Musketeers) [1974] – Ausztriai Anna (Geraldine Chaplin)
- Egyetlenem (Edinstvennaya) [1975] – Natasa (Lyudmila Gladunko)
- Zsák a foltját (When Greek Meets Greek and Dean) [1975] – Elisabeth (Annette Robertson)
- Csak egy asszony... (Docteur Françoise Gailland) [1976]
- Küklopsz (Cyklopat) [1976]
- A vágy titokzatos tárgya (Cet obscur objet du désir) [1977] – Conchita (Carole Bouquet)
- Évek múltán (Nach Jahr und Tag) [1978] – Monika Seidel (Petra Kelling)
- Hó a lábak alatt (Sneh pod nohami) [1978]
- Hamlet, dán királyfi (Hamlet, Prince of Denmark) [1980] – Ophelia (Lalla Ward)
- Az utolsó dal (The Last Song) [1980]
- Kippenberg [1981] – Charlotte (Renate Blume)
- Tetthely (Tatort) [1982] – Hanne Wiegand (Karin Anselm)
- Fanny és Alexander (Fanny och Alexander) [1982]
- A levél (The Letter) [1982] – Leslie Crosbie (Lee Remick)
- Elvi kérdés (A Matter of Principle) [1984] – Ada Purdy (Barbara Dana)
- Gumiláb (Footloose) [1984] – Vi Moore (Dianne Wiest)
- Aláírás: Charlotte (Signé Charlotte) [1985] – Christine (Christine Pascal)
- A testőrök visszatérnek (The Return of the Musketeers) [1989] – Ausztriai Anna (Geraldine Chaplin)
- Jane Eyre [1996] – Miss Scatcherd (Geraldine Chaplin)

## Cd-k, hangoskönyvek
- Szepes Mária: Pöttyös Panni

## Díjai, elismerései

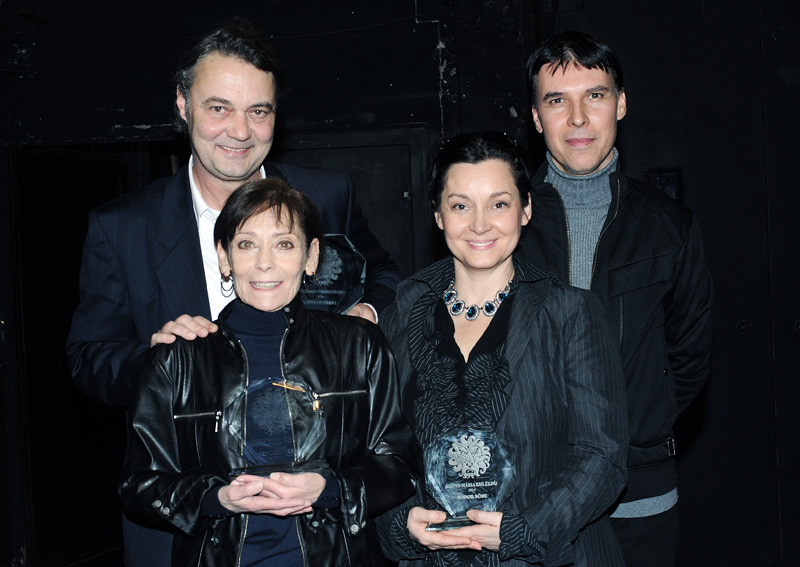
Venczel Vera a Szepes Mária díjjal, Bodor Böbével, Lőrinczy Attilával és a Szepes Mária Alapítvány elnökével, Almási Csabával

- A Magyar Rádió és Televízió Nívódíj (1970, 1985)
- Arany Nimfa-díj (Monte Carlo) (1970)
- Jászai Mari-díj (1975)
- Varsányi Irén-emlékgyűrű (1977)
- A Magyar Rádió Nívódíj (1977)
- Kritikusok díja (1977)
- Kazinczy-díj (1987)
- Ruttkai Éva-emlékdíj (2003, 2011)
- Ajtay Andor-emlékdíj (2004)
- Páger Antal-színészdíj (2005)
- Premier-díj (2005)
- Örökös tag a Halhatatlanok Társulatában (2008)
- Érdemes művész (2010)
- Harsányi Zsolt-díj (2011)
- Bilicsi-díj (2011)
- Szepes Mária-díj (2014)[44]
- Kiváló művész (2016)
- Tolnay Klári-díj (2016)[45]
- Színház- és Filmművészeti Egyetem aranydiplomája (2018) [46]
- Prima díj (2018)[47]
- A Magyar Filmakadémia életműdíja (2019)
- Roboz Imre-díj (2020)
- MMA Színházművészeti Tagozatának díja (2021)[48]

## Könyvek róla
- Siklós Endre: A színpad örök játékosa, Venczel Vera, Püski Kiadó, Budapest (2021)

## Emlékezete
- Somogyi József és Csermák Ferenc[49] szoborportrét, Gyémánt László pedig festményt készített róla.[50]
- 2022-ben özvegye díjat alapított az emlékére. A díjjal minden páros évben az évad legjobb díszlettervezőjét, páratlan évben a legjobb jelmeztervezőjét jutalmazzák.[51]